# Ane Gustavsson
Ane Gustavsson (tidigare Lysebo), född 10 september 1971 i Norge, är en norsk-svensk illustratör, barnboksförfattare och violast.